# Prachanda

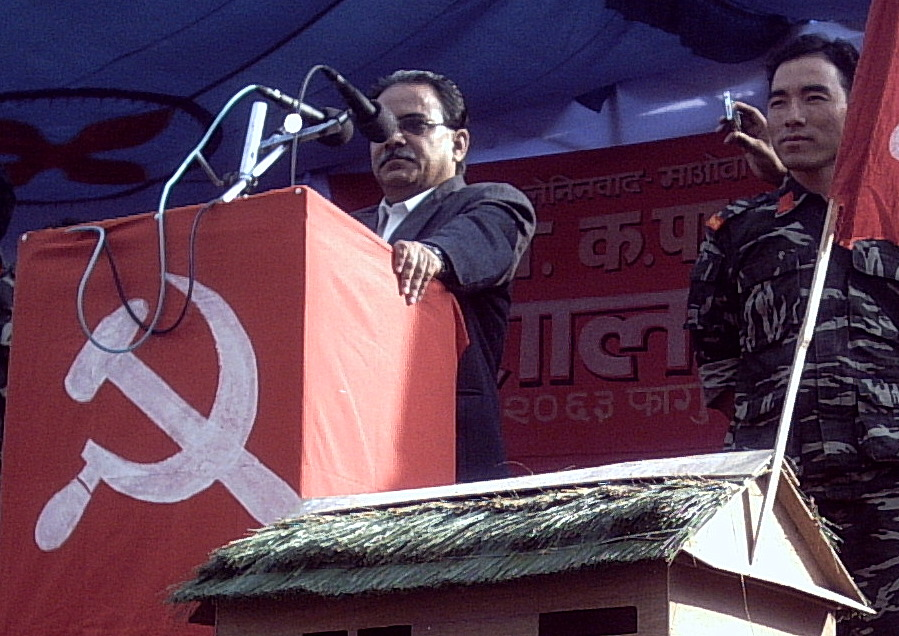
Prachanda

Prachanda, egentligen Pushpa Kamal Dahal, född 11 december 1954 i Chitwan, Nepal, är grundare av och ledare för Nepals kommunistiska parti (maoisterna), det maoistiska parti som bedrev gerillakrig mot kungamakten och centralregeringen 1996-2006. Han var Nepals premiärminister från 15 augusti 2008 till 25 maj 2009, och åter från 4 augusti 2016 till 7 juni 2017.
NKP(m) har på senare år[när?] tagit kontrollen över allt större delar av landet, speciellt på landsbygden. I juni 2006 fråntogs kung Gyanendra sin politiska makt efter en folkresning på Katmandus gator, och i november samma år slöt NKP(m) och den nya centralregeringen ett fredsavtal som förmodas innebära slutet på det tioåriga inbördeskriget.